# Нарсес (военачальник Юстиниана I)
Нарсе́с (ср.-греч.  Ναρσής, лат. Narses, арм. Ներսես; погиб в 543) — военачальник, служивший сначала правителю Сасанидского государства Каваду I, а затем императору Византии Юстиниану I.

## Биография
Основной нарративный источник о Нарсесе — «История войн» Прокопия Кесарийского. О родственных связях Нарсеса в одном из своих сочинений упоминал Хорикий Газский.
Нарсес был знатным армянином, принадлежавшим к роду Камсаракан. В источниках не сообщаются имена родителей Нарсеса, но известно, что его братьями были Аратий и Исаак.
Нарсес и его братья родились в той части Армении, которая принадлежала Сасанидам. Первое упоминание о Нарсесе относится к 527 году, когда во время очередной ирано-византийской войны он был одним из военачальников царя Кавада I. Тогда в Персидской Армении он вместе с братом Аратием во главе сасанидского войска победил византийских полководцев Ситту и Велизария.
Летом 530 года после проигранного персами сражения при Сатале Нарсес, Аратий и их мать бежали в Византию. Здесь они были одарены большой денежной суммой их единоплеменником, императорским евнухом и сакелларием Нарсесом. Благосклонность, оказанная им византийцами, вскоре стала причиной перехода на службу к Юстиниану I и самого младшего брата Нарсеса, Исаака.
Между 530 и 541 годами (скорее всего, около 535 года) Нарсес был военачальником в египетском городе Филы. Здесь по приказу Юстиниана I он разрушил посвящённые Исиде и Осирису языческие святилища нобадов и блеммиев, захватил жрецов, а культовые предметы отослал в Константинополь. Вероятно, в то время он был дуксом Фиваиды.
Вместе с другими византийскими командирами (лат. comes rei militaris) Нарсес летом 538 года был отправлен на Апеннинский полуостров к Велизарию, который вёл тяжёлую войну с остготами. Это войско под командованием евнуха Нарсеса прибыло на судах и высадилось на сушу в Пицене. Точно неизвестно, какую должность тогда занимал Нарсес: он мог быть военным магистром или комитом. Среди военных мероприятий в Остготском королевстве с участием Нарсеса были снятие остготской осады с Аримина в 538 году и византийская осада Авксима в 539 году. В 540 году Нарсес, его брат Аратий, Бесс и Иоанн были отосланы Велизарием из лагеря византийского войска под Равенной, так как они были сторонниками его соперника в борьбе за верховное командование, евнуха Нарсеса. Прокопий Кесарийский упоминал, что Нарсес и Аратий тогда командовали отрядами своих соплеменников-армян. Возможно, что когда в конце 540 года Велизарий отправился воевать с персами, Нарсес остался в Италии.
В конце лета 542 или 543 года Нарсес уже был командиром отрядов армян и герулов в Лазской войне Византии и Сасанидского государства. Тогда он находился в Феодосиполе (современном Эрзуруме) среди приближённых к военному магистру Армении Валериану персон.
В 543 году Нарсес участвовал в возглавлявшемся Петром и Мартином походе на Двин. Вблизи крепости Англон (современный Дёнемеч) среди византийцев распространился ложный слух об отступлении возглавляемого Набедом сасанидского войска. Упрекавший других византийских военачальников в медлительности, Нарсес первым атаковал персов со своим отрядом. В результате сасанидские воины отошли обратно в Англон: или обращенные в бегство византийцами, или применив тактику ложного отступления. Когда же императорское войско стало преследовать персов, оно попало в засаду и было разбито. В рукопашной схватке Нарсес, по утверждению Прокопия Кесарийского, показавший «себя в этом бою исключительно храбрым воином», был тяжело ранен в голову. Также участвовавший в сражении Исаак вынес старшего брата с поля боя, но Нарсес вскоре умер от полученной раны.